# Johannes-der-Täufer-Kirche (Kirchwistedt)

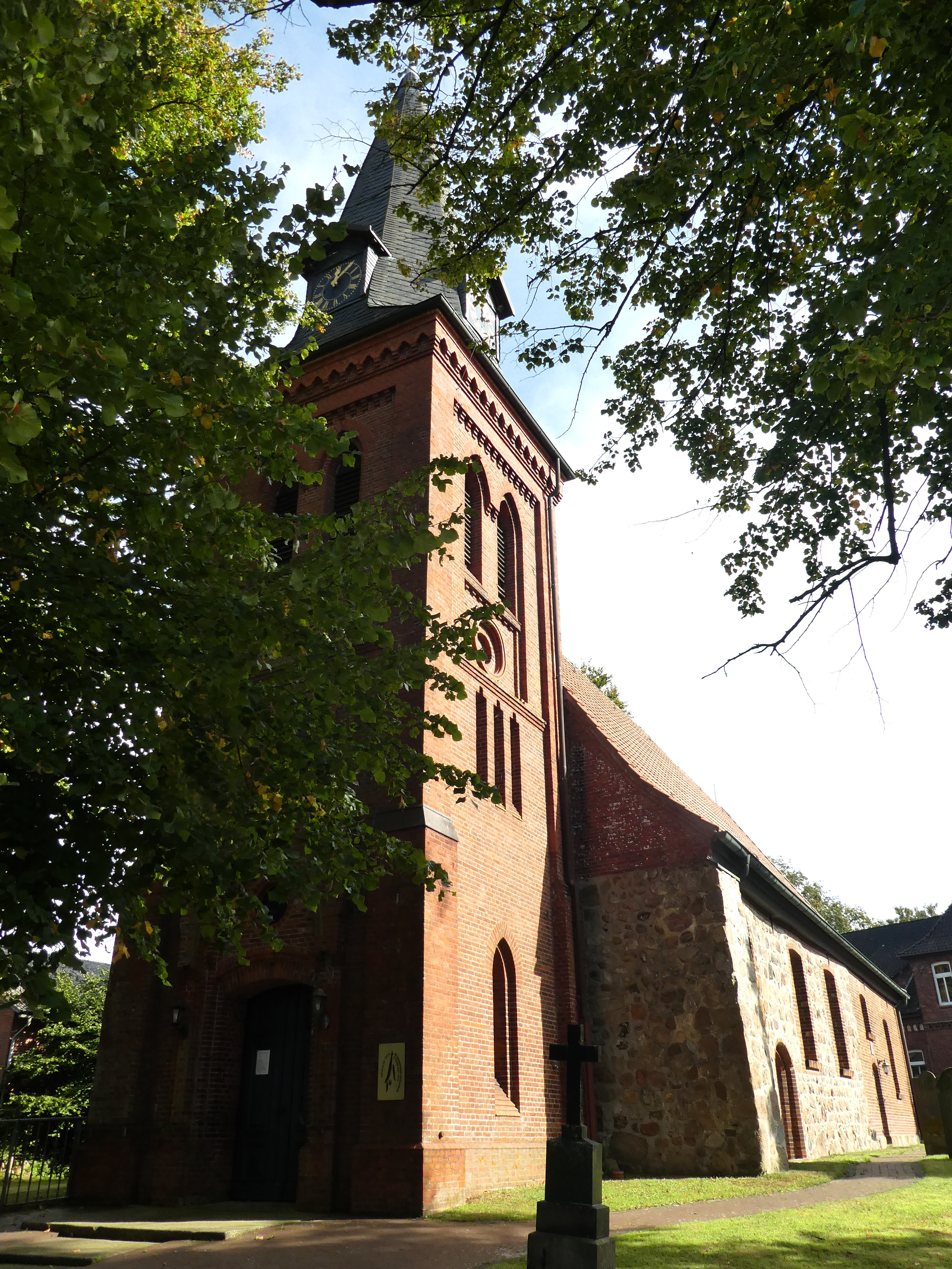
Ansicht von Südwest (2023)

Die evangelisch-lutherische Johannes-der-Täufer-Kirche in der niedersächsischen Gemeinde Beverstedt, Ortsteil Kirchwistedt, Hauptstraße 9, im Landkreis Cuxhaven stammt zum Teil aus dem 14. Jahrhundert und erhielt im 19. Jahrhundert ihren Turm.
Das Gebäude und der Friedhof stehen unter Denkmalschutz (siehe auch Liste der Baudenkmale in Beverstedt).

## Geschichte und Beschreibung
Als Wicstede wurde der Ort 1340 erwähnt. Durch die Kirche erweiterte sich der Name zu Kirchwistedt.
Laut einer Urkunde von 1307 übergab Graf Johann von Stotel dem Priester Johann aus Witstede und dessen Nachfolgern eine Vogtei am Ort und das Haus seines Bruders Nikolaus mit allen Rechten.
Die Saalkirche wurde danach in drei Abschnitten gebaut. Zunächst entstand eine kleine Kapelle mit gewölbter Decke und einem Brauthaus. Sie wurde im Westen vergrößert, gemauert mit Feldsteinen und einer flachen Balkendecke. Unklar ist, wann das genau geschah. In neueren Veröffentlichungen wird oft das Jahr 1340 genannt. Der Chor wurde 1861 abgebrochen und in der Breite des Kirchenschiffes neu in Backstein errichtet, dabei auch alle Fenster des Schiffes verändert. Das ziegelgedeckte Walmdach und die Decke wurden 1767 erneuert. Spuren der alten, mit Portasandstein eingefassten Fenster sind auf der Nordseite erkennbar.
Die östliche Kapelle wurde 1861 abgerissen und ein Anbau dem größeren Teil im Westen angeglichen. Die Wände bestehen aus Ziegelsteinen (Inschrift über dem Eingang: „Ehre sei Gott in der Höhe. Dieser Anbau wurde fertiggestellt im Jahre 1861“).
Der quadratische dreigeschossige neugotische 28,87 m hohe Westturm in Backstein mit schiefergedecktem Helm und einer Uhr stammt von 1895. Das Dach aus schwarzen Schieferplatten und die mit Dukatengold vergoldete Bekrönung wurden 1992 erneuert. Dabei wurden in der Kugel Aufzeichnungen gefunden über die Reparatur des Kirchturms von 1947. Diese wurden ergänzt und wieder in die Kupferrolle eingelötet.
Im Inneren befindet sich ein Taufbecken von 1402 (Inschrift) aus Glockenmetall. Der Kessel wird von den vier Evangelisten getragen. Der Taufkerzenständer von 1998 aus Eisen stammt von der Kunstschmiede Ostereistedt. Der Altar und die Empore stammen aus dem Mittelalter. Die Orgel von 1863 wurde von dem Beverstedter Orgelbauer Johann Hinrich Röver gebaut. Sie hat zwei Manuale und 17 Register.
Das Landesdenkmalamt befand u. a.: „… die erhaltene Innenausstattung manifestiert die künstlerische Bedeutung ….“

## Kirchengemeinden
Die Kirchengemeinden Gnarrenburg, Kirchwistedt und Kuhstedt sind seit vielen Jahren gemeinsam verbunden. Gepflegt wird die Kirchenmusik (Posaunenchor, Chor, Flötenkreis). Es gibt Mutter-Kind-, Frauen-, Kinder- und Männergruppen sowie Hauskreise und eine Stiftung.
Die Kirche wurde Johannes dem Täufer gewidmet, der als jüdischer Bußprediger um 28 n. Chr. in Galiläa und Judäa auftrat. Die Anhängerschaft von Johannes war zahlreich, darunter auch Jesus von Nazaret, der sich von ihm taufen ließ.
Der die Kirche umgebende denkmalgeschützte Kirchhof hat einige alte Grabsteine des 17. bis 19. Jahrhunderts.